# Valdemar Wahlbeck
Valdemar Wahlbeck, född 13 februari 2003 i Halmstad, är en svensk skådespelare.
Valdemar Wahlbeck är son till skådespelaren, författaren och komikern Peter Wahlbeck. Han studerar vid Balettakademien i Göteborg. 2024 axlade han en av huvudrollerna i Sommartider – Filmen om Gyllene Tider där han spelade Per Gessle.

## Filmografi (i urval)
- 2024 – Sommartider – Filmen om Gyllene Tider